# Brocchinia hitchcockii
Brocchinia hitchcockii är en gräsväxtart som beskrevs av Lyman Bradford Smith. Brocchinia hitchcockii ingår i släktet Brocchinia och familjen Bromeliaceae. Inga underarter finns listade i Catalogue of Life.